# Oboe da caccia

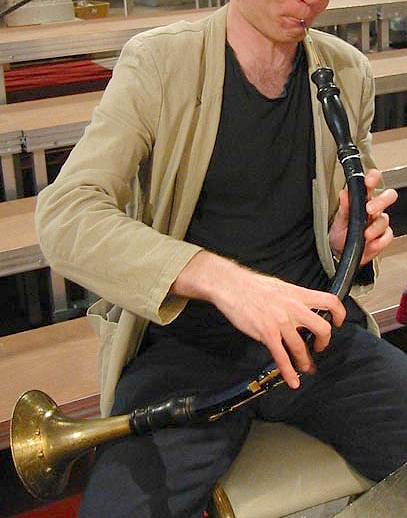
Oboe da caccia

Die Oboe da caccia [ˈɔːbo.e da ˈkattʃa] (Plural Oboi da caccia) auch Jagdoboe, ist ein Holzblasinstrument und eine tiefere Unterart der Barockoboe in Altlage. Christoph Graupner bezeichnet das Instrument als Oboe di selva. Die Oboe da caccia ist in F gestimmt, klingt also eine reine Quinte tiefer als die Oboe.
Sie wurde möglicherweise im späten 17. Jahrhundert in Frankreich entwickelt und damals gerne in der Jagdmusik eingesetzt. Beim französischen Militär wurde sie als Signalinstrument verwendet. Die heute bekannten Varianten gehen zumeist auf den Leipziger Holzblasinstrumentenbauer Johann Eichentopf, der etwa 1720 im Auftrag von Johann Sebastian Bach diese Variante der Oboe erstmals in Deutschland herstellte, später auch auf den in Breslau wirkenden H. Weigel oder den Wiener J.G. Bauer zurück. Die beiden von Eichentopf erhaltenen Da-caccia-Instrumente (in den Museen zu Stockholm und Kopenhagen) sind aber nicht mehr spielbar. Die Oboe da caccia ist gekrümmt, mit Leder überzogen und hat eine (bei Eichentopf) innen schwarz lackierte Messingstürze, ähnlich wie das Jagdhorn (Corno da caccia), woher wohl auch der Namensbestandteil da caccia stammt. Die gekrümmte Form der Oboe da caccia entstand aus der Notwendigkeit die Grifflöcher des großen Instruments in eine bequeme Erreichbarkeit zu bringen.
Die ersten modernen Nachbauten des Eichtopf-Instruments entstanden im Zuge der historischen Aufführungspraxis und stammen aus der Zeit um 1970, sie wurden von Paul Hailperin (* 1947) gefertigt, der in dieser Zeit Oboist beim Concentus Musicus Wien war.
Die Oboe da caccia wird in Bachs Passionen, manchen Bachkantaten und in seinem Weihnachtsoratorium eingesetzt. Weitere Komponisten für die Oboe da caccia sind Johann Friedrich Fasch (Oboe da silva), Christoph Graupner und Giovanni Battista Ferrandini. Später wurde sie zum Englischhorn weiterentwickelt, das heute häufig als Ersatz für die seltener anzutreffende Oboe da caccia verwendet wird.